# Saint-Maurice-Montcouronne
Saint-Maurice-Montcouronne è un comune francese di 1 661 abitanti situato nel dipartimento dell'Essonne nella regione dell'Île-de-France.

## Società

### Evoluzione demografica
Abitanti censiti